# Lamartinismo
El lamartinismo es un término que en técnicas de traducción se usa normalmente para referirse a falta de concordancia gramatical entre el sujeto y otros elementos de la oración, como adjetivos y verbos, comúnmente cuando una oración es muy extensa o muy compleja. El vocablo es un neologismo epónimo. Proviene del nombre de Alphonse de Lamartine, quien se caracterizaba por escribir usando oraciones tan extensas que solía olvidar cuál era el sujeto de la oración y fallaba al realizar la concordancia.